# Saint-Marc-sur-Seine
Saint-Marc-sur-Seine är en kommun i departementet Côte-d'Or i regionen Bourgogne-Franche-Comté i östra Frankrike. Kommunen ligger i kantonen Baigneux-les-Juifs som tillhör arrondissementet Montbard. År 2022 hade Saint-Marc-sur-Seine 111 invånare.

## Befolkningsutveckling
Antalet invånare i kommunen Saint-Marc-sur-Seine
Referens:INSEE